# Last Exile
Last Exile (ラストエグザイル, Rasuto Eguzairu) est une série télévisée d'animation japonaise. Ce projet a été produit pour fêter les 10 ans du studio Gonzo. La série a connu un véritable succès public et critique[réf. nécessaire]. Une seconde saison, ou plutôt un spin-off, a débuté le 7 octobre 2011 au Japon.

## Histoire

### Last Exile
Dans le monde de Prester, semblable à notre XIXe siècle mais plus avancé technologiquement, Claus Valca et Lavie Head sont orphelins. Cette enfance les a conduits à marcher sur les traces de leurs pères respectifs, pilotes d’un type d’avion biplace appelé Vanship, prenant place dans la communauté des messagers volants et participant aux courses aériennes.
Ils se retrouvent accidentellement embarqués sur une mission très difficile qui va les emmener sur un navire très redouté (le Silverna) au beau milieu de la guerre qui fait rage entre les deux nations Dithis et Anatoray. De là, leur vie change et leur rêve se retrouve à leur portée : traverser le « Grand Courant », fantastique tornade permanente qui a emporté leurs pères. Mais pour cela, ils devront faire face à la Guilde, censée garantir la discipline de guerre lors de conflits entre nations conformément au pacte.

### Last Exile: Les Voyageurs du Sablier
L'histoire se déroule entre Last Exile et Last Exile: Fam, The Silver Wing. 

### Last Exile: Fam, The Silver Wing
Plus de 118 ans se sont écoulés depuis les habitants des premiers vaisseaux Exile sont retournés sur la planète Terre que leurs ancêtres avaient fui à la suite de graves cataclysmes ; le vaisseau de la première saison est lui arrivé depuis plus de deux ans. La fédération Ades, dont le peuple était resté sur Terre et qui refuse l'arrivée des colons, décide que les ressources du monde ne sont pas suffisantes devant l'augmentation de la population et se lance dans une guerre totale contre eux.

## Personnages
- Claus Valca (Κλαυς Βαλκα) (クラウス・ヴァルカ, Kurausu Varuka?)

Un pilote de vanship âgé de quinze ans qui se retrouve au centre du mystère de l’Exile.
- Lavie Head (Λαβη Εαδ) (ラヴィ・ヘッド, Ravi Heddo?)

La navigatrice et la mécanicienne de Claus.
- Alvis Hamilton (Αλβις 'Αμιλτον) (アルヴィス・ハミルトン, Aruvisu Hamiruton?)

Fille de la famille Hamilton, pourchassée par la guilde et protégée par le Silverna.
- Alex Row (Αλεξ Ρω) (アレックス・ロウ, Arekkusu Rou?)

Capitaine énigmatique du Silverna (le vaisseau est aussi surnommé "le destructeur"), il recherche activement l’Exile.
- Sophia Forrester (Σοφια Φορεστρ) (ソフィア・フォレスター, Sofia Foresutaa?)

Le Second du Silverna. Elle porte une profonde admiration au capitaine.
- Tatiana Wisla (Τατιανα Φισλα) (タチアナ・ヴィスラ, Tachiana Visura?)

Fille unique de la "fière et noble" maison Wisla d’Anatoray, c’est aussi le meilleur pilote de vanship de combat du Silverna.
- Alister Agrew (Αλιστρ Αγγρω) (アリスティア・アグリュー, Arisutia Aguryuu?)

Confidente, meilleure amie et navigatrice experte de Tatiana.
- Dio Eraclea (Διο Ελακλαρ) (ディーオ・エラクレア, Diio Erukurea?)

Le jeune frère du membre le plus puissant de la Guilde, Maestro Delphine Eraclea.
- Mullin Shetland (Μαλην Σετλανδ) (モラン・シェトランド, Moran Shetorando?)

Fantassin de dix-sept ans, il souhaite obtenir la tranquillité en survivant une dernière fois à une bataille.
- Dunya Scheer (Δωνια Σερ) (デゥーニャ・シェーア, Duunya Sheea?)

Une soldate de Dithis.
- Luciola (Λυξιολα) (ルシオラ, Rushiora?)

Membre de la Guilde et garde du corps personnel de Dio Eraclea.
- Maestro Delphine Eraclea (Δελβινε Ελακλαρ) (マエストロ・デルフィーネ・エラクレア, Maesutoro Derufiine Erakurea?)

À la tête de la Guilde et sœur aînée de Dio Eraclea.
- Vincent Alzey (Βινξεντ Αρδαι) (ヴィンセント・アルツアイ, Vinsento Arutsuai?)

Capitaine de l’Urbanus et ami d’Alex et de Sophia.

## Anime

### Last Exile

#### Fiche technique
- Origine : Japon
- Genre : Action, fantastique, science-fiction
- Réalisateur : Koichi Chigira
- Scénario : Koichi Chigira, Tamioka Katsuhiro, Yamashita Tomohiro
- Character designer original : Range Murata
- Musique : Hitomi Kuroishi
- Studio d'animation : Gonzo
- Éditeur français : Déclic Images
- Nombre d’épisodes : 26
- Date de première diffusion :
  - Japon : du 7 avril 2003 au 29 septembre 2003 sur TV Tokyo[1]
  - France : 30 janvier 2006 sur France 4

#### Liste des épisodes
| No | Titre français                  | Titre japonais              | Titre japonais    | Date de 1re diffusion |
| No | Titre français                  | Kanji                       | Rōmaji            | Date de 1re diffusion |
| -- | ------------------------------- | --------------------------- | ----------------- | --------------------- |
| 01 | Premier coup                    | ファースト·ムーヴ           | First move        | 8 avril 2003          |
| 02 | Le vanship de diversion         | ルフト·ヴァンシップ         | Luft Vanship      | 15 avril 2003         |
| 03 | Changement d'objectif           | トランスポーズ              | Transpose         | 22 avril 2003         |
| 04 | Coup forcé                      | ツーク·ツワング             | Zugzwang          | 29 avril 2003         |
| 05 | Jeu de position                 | ポジショナル·プレイ         | Positional play   | 6 mai 2003            |
| 06 | Attaque de l'arbitre            | アービター·アタック         | Arbiter attack    | 13 mai 2003           |
| 07 | Claus, centre d'intérêt         | インタレスティング·クラウス | Interesting Claus | 20 mai 2003           |
| 08 | Coup déloyal                    | テークバック                | Takeback          | 27 mai 2003           |
| 09 | Alex anticipe                   | カリキュレイト·アレックス   | Calculate Alex    | 3 juin 2003           |
| 10 | Escroquerie                     | スウィンドル                | Swindle           | 10 juin 2003          |
| 11 | Déploiement                     | ディベロップ                | Develop           | 17 juin 2003          |
| 12 | Attaque découverte              | ディスカバード·アタック     | Discovered attack | 24 juin 2003          |
| 13 | Pion isolé                      | アイソレイテッド·ポーン     | Isolated pawn     | 1er juillet 2003      |
| 14 | Étude de Lavie                  | エテュード·ラヴィ           | Étude Lavie       | 8 juillet 2003        |
| 15 | Règles modifiées                | フェアリー·チェス           | Fairy chess       | 15 juillet 2003       |
| 16 | Percée                          | ブレーク·スルー             | Breakthrough      | 22 juillet 2003       |
| 17 | Rassemblement de pièces         | メイキング·マテリアル       | Making material   | 29 juillet 2003       |
| 18 | La promotion de Sophia          | プロモーション·ソフィア     | Promotion Sophia  | 5 août 2003           |
| 19 | Stratégie pour prendre la reine | シシリアン·ディフェンス     | Sicilian Defence  | 12 août 2003          |
| 20 | Le Grand Courant                | グランドストリーム          | Grand Stream      | 19 août 2003          |
| 21 | Dio, la tour                    | ルーク·ディーオ             | Rook Dio          | 26 août 2003          |
| 22 | La reine Delfeene               | クイーン·デルフィーネ       | Queen Delphine    | 2 septembre 2003      |
| 23 | Lucciola en roque               | キャスリング·ルシオラ       | Castling Lucciola | 9 septembre 2003      |
| 24 | Coup sous enveloppe             | シールド·ムーブ             | Sealed move       | 16 septembre 2003     |
| 25 | Mouvement discret               | クワイエット·ムーブ         | Quiet move        | 23 septembre 2003     |
| 26 | Abandon                         | リザイン                    | Resign            | 30 septembre 2003     |

#### Musiques
Générique d'ouverture
"Cloud Age Symphony" interprété par Shuntaro Okino
Générique de fin
"Over The Sky" interprété par Hitomi Kuroishi

#### Doublage
| Personnages       | Voix japonaises    | Voix françaises   |
| ----------------- | ------------------ | ----------------- |
| Claus Valca       | Mayumi Asano       | Fabien Briche     |
| Lavie Head        | Chiwa Saitō        | Adeline Chetail   |
| Alex Row          | Toshiyuki Morikawa | Serge Thiriet     |
| Alvis E. Hamilton | Anna Shiraki       | Jessica Barrier   |
| Tatiana Wisla     | Eri Kitamura       | Marie Gamory      |
| Dio Eraclea       | Junko Noda         | François Creton   |
| Lucciola          | Tomoe Hanba        | Vincent De Bouard |
| Mullin Shetland   | Shinichiro Miki    | Benoit Dupac      |
| Sophia Forrester  | Wakana Yamazaki    | Hélène Bizot      |
| Delfeene Eraclea  | Michiko Neya       | Valérie Nosrée    |
| Alister Agrew     | Natsuko Kuwatani   | Véronique Uzureau |
| Gale              | Kiyoyuki Yanada    | Cyrille Artaux    |

### Last Exile: Fam, The Silver Wing

#### Fiche technique
- Origine : Japon
- Genre : Action, fantastique, science-fiction
- Réalisateur : Koichi Chigira
- Scénario : Kiyoko Yoshimura, Koichi Chigira, Shuichi Kamiyama, Takaaki Suzuki, Yuniko Ayana
- Character designer original : Range Murata
- Musique : Hitomi Kuroishi
- Studio d'animation : Gonzo
- Nombre d’épisodes : 23
- Date de première diffusion :
  - Japon : du 15 octobre 2011 au 23 mars 2012 sur CBC

#### Liste des épisodes
- Épisode 1 : Colonne ouverte (Open file)
- Épisode 2 : Le mat du sot (Fool's mate)
- Épisode 3 : Les blancs (Light square)
- Épisode 4 : Coup sournois (Dubious move)
- Épisode 5 : Pièce touchée (Touch and move)
- Épisode 6 : Tour perdue (Over step)
- Épisode 7 : Case faible (Weak square)
- Épisode 8 : Diversion (Distraction)
- Épisode 9 : Pion passé protégé (Connected passed pawn)
- Épisode 9.5 : Premier ajournement (First adjournment)
- Épisode 10 : Mouvement illégal (Illegal move)
- Épisode 11 : Pion arriéré (Backward pawn)
- Épisode 12 : Problème (Block)
- Épisode 13 : Gaffe (Bad move)
- Épisode 14 : Mat à l'étouffée (Smothered mate)
- Épisode 15 : Triangulation (Triangulation)
- Épisode 15.5 : Second ajournement (Second adjournment)
- Épisode 16 : Le turc mécanique (Automaton)
- Épisode 17 : Déséquilibre dynamique (Dynamic possibilities)
- Épisode 18 : Transposition (Transposition)
- Épisode 19 : Pion en reine (Queening square)
- Épisode 20 : Triple sacrifice (Triple rook)
- Épisode 21 : Grand maître (Grand master)

## Manga
Il existe actuellement deux mangas de la série. Le premier est l'adaptation de la série télévisée Last Exile: Fam, The Silver Wing, dessiné par Robo Miyamoto et publié dans le magazine Young Ace de l'éditeur Kadokawa Shoten. La version française est publiée par Panini Manga à partir d'août 2014.
Le deuxième, nommé Last Exile: Les Voyageurs du Sablier (ラストエグザイル – 砂時計の旅人, Rasuto Eguzairu – Sunadokei no Ryojin) et dessiné par Minoru Murao, est publié dans le magazine Newtype Ace de l'éditeur Kadokawa Shoten. L'histoire se déroule entre les deux séries télévisées, lorsque Claus, Lavie, Alvis et leurs amis quittent Prester pour la Terre, le monde originel de leurs ancêtres. La version française est éditée par Panini Manga à partir de février 2014.

## Produits dérivés
- Un artbook: Last exile ~ aerial log, par Murata Range
- Deux figurines au 1/8e: Alvis E.Hamilton et Alvis & Lavie by Last Exile, produites par Alter
- Une collection de 7 trading figurine: GrandStream Box, produite par Alter
- Une maquette du Vanship de Claus, produite par Good Smile Company
- Une maquette du Vanship de Tatiana et de Fam (Last Exile, Fam the silver wing) au 1/72e, produite par Hasegawa[5]

## Anecdotes
- Last Exile signe, après Blue submarine n°6, la seconde collaboration du designer Range Murata et du réalisateur/animateur Mahiro Maeda (qui a travaillé, entre autres, sur Evangelion, les deux segments The Second Renaissance d’Animatrix et la séquence animée de Kill Bill vol. 1).

- De nombreux titres d’épisodes font références aux échecs, tels Zugzwang, Isolated Pawn ou Sicilian Defense. Les échecs symbolisent la stratégie des adversaires, et sont une parabole de la guerre qui fait rage. On peut voir Alex Row y jouer plusieurs fois au cours de l’anime.

- Le "Immelman Turn" (virage Immelman) que pratique Claus à de nombreuses reprises fait référence à Max Immelmann, un as de la première guerre mondiale. Celui-ci était devenu célèbre par cette manœuvre acrobatique. Il est mort en 1916. Impressionné par les talents de pilote de Claus, Dio le surnomme "Immelman".

- Le nom du père de Claus, Hamilcal Valca, est une référence au général Carthaginois Hamilcar Barca père de Hannibal Barca.

- Il est expliqué dans un entretien placé dans le livre d’art de Last Exile Aerial Log que Dio Eraclea a été repêché par un navire de passage de la Guilde après être tombé de son vanship dans le dernier épisode de la série. De plus, il existe une scène dépeinte dans la série d’illustrations officielles montrant Claus, Lavie, et leurs amis qui vivent à la ferme, se tourner et sourire à une personne qui se trouve à l’extérieur du cadre. Bien que tout ce qui peut être vu est un pied et une main qui est agité, l’individu semble porter l’uniforme de la guilde de Dio. Il apparait dans la seconde série aux côtés des pirates du ciel.

- La majeure partie des inscriptions (sur les livres, les bâtiments…) sont écrites en anglais mais avec l’utilisation d’un alphabet grec.